# Colombia op het wereldkampioenschap voetbal 2014
Colombia was een van de deelnemende landen aan het wereldkampioenschap voetbal 2014 in Brazilië. Het was de vijfde deelname voor het land. Colombia werd in de kwartfinale uitgeschakeld door gastland Brazilië. James Rodríguez werd topschutter van het toernooi met zes doelpunten.

## Kwalificatie
Colombia heeft zich geplaatst door in het CONMEBOL-kwalificatietoernooi als tweede te eindigen. Met dertig punten werd rechtstreekse kwalificatie afgedwongen.

### Kwalificatieduels

#### Eindstand
| Nr. | Land       | GW | W | G | V  | DV | DT | DS  | Ptn |
| --- | ---------- | -- | - | - | -- | -- | -- | --- | --- |
| 1   | Argentinië | 16 | 9 | 5 | 2  | 35 | 15 | +20 | 32  |
| 2   | Colombia   | 16 | 9 | 3 | 4  | 27 | 13 | +14 | 30  |
| 3   | Chili      | 16 | 9 | 1 | 6  | 29 | 25 | +4  | 28  |
| 4   | Ecuador    | 16 | 7 | 4 | 5  | 20 | 16 | +4  | 25  |
| 5   | Uruguay    | 16 | 7 | 4 | 5  | 25 | 25 | 0   | 25  |
| 6   | Venezuela  | 16 | 5 | 5 | 6  | 14 | 20 | −6  | 20  |
| 7   | Peru       | 16 | 4 | 3 | 9  | 17 | 26 | −9  | 15  |
| 8   | Bolivia    | 16 | 2 | 6 | 8  | 17 | 30 | −13 | 12  |
| 9   | Paraguay   | 16 | 3 | 3 | 10 | 17 | 31 | −14 | 12  |

#### Wedstrijden
|                       |            |         |                        |                                                                                     |
| 11 oktober 2011 22:00 | Bolivia    | 1 – 2   | Colombia               | Estadio Hernando Siles, La Paz Toeschouwers: 33.155 Scheidsrechter: Carlos Amarilla |
| 11 oktober 2011 22:00 | Flores 85' | verslag | 48' Pabón 90+3' Falcao | Estadio Hernando Siles, La Paz Toeschouwers: 33.155 Scheidsrechter: Carlos Amarilla |

|                        |            |         |               |                                                                                              |
| 12 november 2011 01:00 | Colombia   | 1 – 1   | Venezuela     | Metropolitano Roberto Melendez, Barranquilla Toeschouwers: 43.953 Scheidsrechter: Omar Ponce |
| 12 november 2011 01:00 | Guarín 11' | verslag | 78' Feltscher | Metropolitano Roberto Melendez, Barranquilla Toeschouwers: 43.953 Scheidsrechter: Omar Ponce |

|                        |           |         |                      |                                                                                                   |
| 15 november 2011 22:00 | Colombia  | 1 – 2   | Argentinië           | Metropolitano Roberto Melendez, Barranquilla Toeschouwers: 49.600 Scheidsrechter: Salvio Fagundes |
| 15 november 2011 22:00 | Pabón 44' | verslag | 60' Messi 83' Agüero | Metropolitano Roberto Melendez, Barranquilla Toeschouwers: 49.600 Scheidsrechter: Salvio Fagundes |

|                   |      |         |               |                                                                           |
| 4 juni 2012 00:00 | Peru | 0 – 1   | Colombia      | Estadio Nacional, Lima Toeschouwers: 35.724 Scheidsrechter: Nestor Pitana |
| 4 juni 2012 00:00 |      | verslag | 51' Rodríguez | Estadio Nacional, Lima Toeschouwers: 35.724 Scheidsrechter: Nestor Pitana |

|                    |                       |         |          |                                                                                      |
| 10 juni 2012 23:00 | Ecuador               | 1 – 0   | Colombia | Estadio Olimpico Atahualpa, Quito Toeschouwers: 37.353 Scheidsrechter: Wilson Seneme |
| 10 juni 2012 23:00 | Benítez 53' Noboa 86' | verslag |          | Estadio Olimpico Atahualpa, Quito Toeschouwers: 37.353 Scheidsrechter: Wilson Seneme |

|                        |                                           |         |         |                                                                                               |
| 7 september 2012 22:30 | Colombia                                  | 4 – 0   | Uruguay | Metropolitano Roberto Melendez, Barranquilla Toeschouwers: 45.000 Scheidsrechter: Heber Lopes |
| 7 september 2012 22:30 | Falcao 2' Gutiérrez 47', 52' Zúñiga 90+1' | verslag |         | Metropolitano Roberto Melendez, Barranquilla Toeschouwers: 45.000 Scheidsrechter: Heber Lopes |

|                         |               |         |                                        | |
| 11 september 2012 21:30 | Chili         | 1 – 3   | Colombia                               | Estadio Monumental David Arellano, Santiago (Chili) Toeschouwers: 38.000 Scheidsrechter: Victor Carrillo |
| 11 september 2012 21:30 | Fernández 41' | verslag | 58' Rodríguez 73' Falcao 76' Gutiérrez | Estadio Monumental David Arellano, Santiago (Chili) Toeschouwers: 38.000 Scheidsrechter: Victor Carrillo |

|                       |                 |         |          | |
| 12 oktober 2012 15:30 | Colombia        | 2 – 0   | Paraguay | Estadio Metropolitano Roberto Meléndez, Barranquilla Toeschouwers: 45.000 Scheidsrechter: Sergio Pezzotta |
| 12 oktober 2012 15:30 | Falcao 52', 89' | verslag |          | Estadio Metropolitano Roberto Meléndez, Barranquilla Toeschouwers: 45.000 Scheidsrechter: Sergio Pezzotta |

|                     |                                                             |         |         | |
| 22 maart 2013 15:00 | Colombia                                                    | 5 – 0   | Bolivia | Estadio Metropolitano Roberto Meléndez, Barranquilla Toeschouwers: 40.478 Scheidsrechter: Carlos Vera |
| 22 maart 2013 15:00 | Torres 20' Valdés 49' Gutiérrez 62' Falcao 86' Armero 90+2' | verslag |         | Estadio Metropolitano Roberto Meléndez, Barranquilla Toeschouwers: 40.478 Scheidsrechter: Carlos Vera |

|                     |            |         |          |                                                                                                   |
| 26 maart 2013 19:30 | Venezuela  | 1 – 0   | Colombia | Estadio Polideportivo Cachamay, Ciudad Guayana Toeschouwers: 41.250 Scheidsrechter: Antonio Arias |
| 26 maart 2013 19:30 | Rondón 14' | verslag |          | Estadio Polideportivo Cachamay, Ciudad Guayana Toeschouwers: 41.250 Scheidsrechter: Antonio Arias |

|                   |            |       |          | |
| 7 juni 2013 19:05 | Argentinië | 0 – 0 | Colombia | Estadio Monumental Antonio Vespucio Liberti, Buenos Aires Toeschouwers: 44.087 Scheidsrechter: Marlon Escalante |
| 7 juni 2013 19:05 |            |       |          | Estadio Monumental Antonio Vespucio Liberti, Buenos Aires Toeschouwers: 44.087 Scheidsrechter: Marlon Escalante |

|                    |                          |       |      | |
| 11 juni 2013 15:30 | Colombia                 | 2 – 0 | Peru | Estadio Metropolitano Roberto Meléndez, Barranquilla Toeschouwers: 42.265 Scheidsrechter: Sandro Ricci |
| 11 juni 2013 15:30 | Falcao 12' Gutiérrez 45' |       |      | Estadio Metropolitano Roberto Meléndez, Barranquilla Toeschouwers: 42.265 Scheidsrechter: Sandro Ricci |

|                        |               |       |                      | |
| 6 september 2013 22:30 | Colombia      | 1 – 0 | Ecuador              | Estadio Metropolitano Roberto Meléndez, Barranquilla Toeschouwers: 46.000 Scheidsrechter: Heber Lopes |
| 6 september 2013 22:30 | Rodríguez 31' |       | 28' Gabriel Achilier | Estadio Metropolitano Roberto Meléndez, Barranquilla Toeschouwers: 46.000 Scheidsrechter: Heber Lopes |

|                         |                       |       |          |                                                                                   |
| 10 september 2013 19:00 | Uruguay               | 2 – 0 | Colombia | Estadio Centenario, Montevideo Toeschouwers: 51.000 Scheidsrechter: Antonio Arias |
| 10 september 2013 19:00 | Cavani 77' Stuani 80' |       |          | Estadio Centenario, Montevideo Toeschouwers: 51.000 Scheidsrechter: Antonio Arias |

|                       |                                             |       |                                                    | |
| 11 oktober 2013 16:00 | Colombia                                    | 3 – 3 | Chili                                              | Estadio Metropolitano Roberto Meléndez, Barranquilla Toeschouwers: 40.388 Scheidsrechter: Paulo de Oliveira |
| 11 oktober 2013 16:00 | Gutiérrez 69' Falcao 75' (pen.), 84' (pen.) |       | 19' (pen.) Vidal 22', 29' Sánchez 65', 66' Carmona | Estadio Metropolitano Roberto Meléndez, Barranquilla Toeschouwers: 40.388 Scheidsrechter: Paulo de Oliveira |

|                       |          |       |                               |                                                                                       |
| 15 oktober 2013 20:30 | Paraguay | 1 – 2 | Colombia                      | Estadio Defensores del Chaco, Asunción Toeschouwers: 7.142 Scheidsrechter: Diego Abal |
| 15 oktober 2013 20:30 | Rojas 6' |       | 38', 55'Yepes 27', 31' Guarín | Estadio Defensores del Chaco, Asunción Toeschouwers: 7.142 Scheidsrechter: Diego Abal |

## Het wereldkampioenschap
Op 6 december 2013 werd er geloot voor de groepsfase van het WK in Brazilië. Colombia werd als eerste ondergebracht in Groep C en kreeg zo Belo Horizonte, Brasilia en Cuiabá als speelsteden voor de groepsfase. Ook Griekenland, Ivoorkust en Japan kwamen in Groep C terecht.
De FIFA maakte op 13 mei bekend dat de slogan van het Colombiaanse elftal, zichtbaar op de spelersbus, "Aqui no viaja un equipo, ¡viaja todo un paìs!" is, dat "Hier reist een land, niet alleen een team!" betekent. De slogan werd door supporters gekozen.

### Uitrustingen
| Thuistenue | Uittenue |

### Technische staf
| Naam            | Functie        |
| --------------- | -------------- |
| Technische staf |                |
| José Pékerman   | Bondcoach      |
| Néstor Lorenzo  | Assistent      |
| Patricio Camps  | Assistent      |
| Pablo Garabello | Assistent      |
| Eduardo Urtasún | Psycholoog     |
| Eduardo Niño    | Keeperstrainer |
| Carlos Ulloa    | Teamarts       |
| William Torres  | Materiaalman   |
| José Rendón     | Fysiotherapeur |

### Selectie
| Nr.           | Naam                   | Geboortedatum | GW |   |   |   |   |   |   | Club                   |
| ------------- | ---------------------- | ------------- | -- | - | - | - | - | - | - | ---------------------- |
| Doelmannen    |                        |               |    |   |   |   |   |   |   |                        |
| 1             | David Ospina           | 31-08-1988    | 5  | 0 | 0 | 0 | 0 | 0 | 1 | OGC Nice               |
| 12            | Camilo Vargas          | 01-09-1989    | 0  | 0 | 0 | 0 | 0 | 0 | 0 | Independiente Santa Fe |
| 22            | Faryd Mondragón        | 21-06-1971    | 1  | 0 | 0 | 0 | 0 | 1 | 0 | Deportivo Cali         |
| Verdedigers   |                        |               |    |   |   |   |   |   |   |                        |
| 2             | Cristián Zapata        | 30-09-1986    | 4  | 0 | 0 | 0 | 0 | 0 | 0 | AC Milan               |
| 3             | Mario Yepes            | 13-01-1976    | 3  | 0 | 1 | 0 | 0 | 0 | 0 | Atalanta Bergamo       |
| 4             | Santiago Arias         | 13-01-1992    | 3  | 0 | 0 | 0 | 0 | 2 | 0 | PSV                    |
| 7             | Pablo Armero           | 02-11-1986    | 5  | 1 | 1 | 0 | 0 | 0 | 2 | West Ham United FC     |
| 16            | Éder Álvarez Balanta   | 28-02-1993    | 1  | 0 | 0 | 0 | 0 | 0 | 0 | CA River Plate         |
| 18            | Juan Camilo Zúñiga     | 14-12-1985    | 4  | 0 | 0 | 0 | 0 | 0 | 0 | SSC Napoli             |
| 23            | Carlos Valdés          | 22-05-1985    | 1  | 0 | 0 | 0 | 0 | 0 | 0 | San Lorenzo            |
| Middenvelders |                        |               |    |   |   |   |   |   |   |                        |
| 5             | Carlos Carbonero       | 25-07-1990    | 1  | 0 | 0 | 0 | 0 | 1 | 0 | River Plate            |
| 6             | Carlos Sánchez         | 06-02-1986    | 4  | 0 | 1 | 0 | 0 | 0 | 0 | Elche CF               |
| 8             | Abel Aguilar           | 06-01-1985    | 3  | 0 | 0 | 0 | 0 | 0 | 2 | Toulouse FC            |
| 10            | James Rodríguez        | 12-07-1991    | 5  | 6 | 1 | 0 | 0 | 1 | 1 | AS Monaco              |
| 11            | Juan Cuadrado          | 26-05-1988    | 5  | 1 | 0 | 0 | 0 | 0 | 3 | ACF Fiorentina         |
| 13            | Fredy Guarín           | 30-06-1986    | 3  | 0 | 1 | 0 | 0 | 1 | 0 | Internazionale         |
| 14            | Víctor Ibarbo          | 19-05-1990    | 4  | 0 | 0 | 0 | 0 | 0 | 2 | Cagliari Calcio        |
| 15            | Alexander Mejía        | 07-09-1988    | 4  | 0 | 0 | 0 | 0 | 3 | 0 | Atlético Nacional      |
| 20            | Juan Fernando Quintero | 18-01-1993    | 3  | 1 | 0 | 0 | 0 | 2 | 1 | FC Porto               |
| Aanvallers    |                        |               |    |   |   |   |   |   |   |                        |
| 9             | Teófilo Gutiérrez      | 28-05-1985    | 4  | 1 | 0 | 0 | 0 | 0 | 3 | CA River Plate         |
| 17            | Carlos Bacca           | 08-09-1986    | 1  | 0 | 0 | 0 | 0 | 1 | 0 | Sevilla FC             |
| 19            | Adrián Ramos           | 22-01-1986    | 3  | 0 | 0 | 0 | 0 | 2 | 0 | Borussia Dortmund      |
| 21            | Jackson Martínez       | 03-10-1986    | 3  | 2 | 0 | 0 | 0 | 1 | 0 | FC Porto               |

#### Afvallers
| Verdedigers   |                    |            |                 |
|               | Aquivaldo Mosquera | 22-06-1981 | Club América    |
| Middenvelders |                    |            |                 |
|               | Macnelly Torres    | 01-09-1984 | Al Shabab       |
|               | Elkin Soto         | 04-08-1980 | 1. FSV Mainz 05 |
|               | Edwin Valencia     | 29-03-1987 | Fluminense FC   |

### Groep C
| Land        | Win | Gel | Ver | DV | DT | +/− | Pnt |
| ----------- | --- | --- | --- | -- | -- | --- | --- |
| Colombia    | 3   | 0   | 0   | 9  | 2  | +7  | 9   |
| Griekenland | 1   | 1   | 1   | 2  | 4  | −2  | 4   |
| Ivoorkust   | 1   | 0   | 2   | 4  | 5  | −1  | 3   |
| Japan       | 0   | 1   | 2   | 2  | 6  | −4  | 1   |

|                            |                                         |         |             |                                                                         |
| 14 juni 2014 13:00 (UTC−3) | Colombia                                | 3 – 0   | Griekenland | Mineirão, Belo Horizonte Scheidsrechter: Mark Geiger (Verenigde Staten) |
| 14 juni 2014 13:00 (UTC−3) | Armero 5' Gutiérrez 58' Rodríguez 90+3' | Verslag |             | Mineirão, Belo Horizonte Scheidsrechter: Mark Geiger (Verenigde Staten) |

| Colombia | Griekenland |

| Colombia:      |    |                    |     |
|                |    |                    |     |
| GK             | 1  | David Ospina       |     |
| RB             | 18 | Juan Camilo Zúñiga |     |
| CB             | 2  | Cristián Zapata    |     |
| CB             | 3  | Mario Yepes        |     |
| LB             | 7  | Pablo Armero       | 74' |
| CM             | 6  | Carlos Sánchez     | 26' |
| CM             | 8  | Abel Aguilar       | 69' |
| AM             | 10 | James Rodríguez    |     |
| RW             | 11 | Juan Cuadrado      |     |
| CF             | 9  | Teófilo Gutiérrez  | 76' |
| LW             | 14 | Víctor Ibarbo      |     |
| Wisselspelers: |    |                    |     |
| MF             | 15 | Alexander Mejía    | 69' |
| DF             | 4  | Santiago Arias     | 74' |
| FW             | 21 | Jackson Martínez   | 76' |
| Coach:         |    |                    |     |
| José Pékerman  |    |                    |     |

| Griekenland:    |    |                           |         |
|                 |    |                           |         |
| GK              | 1  | Orestis Karnezis          |         |
| RB              | 15 | Vasilis Torosidis         |         |
| CB              | 4  | Kostas Manolas            |         |
| CB              | 19 | Sokratis Papastathopoulos | 52'     |
| LB              | 20 | José Holebas              |         |
| RM              | 14 | Dimitrios Salpigidis      | 55' 57' |
| CM              | 2  | Giannis Maniatis          |         |
| CM              | 21 | Kostas Katsouranis        |         |
| LM              | 8  | Panagiotis Kone           | 78'     |
| CF              | 7  | Georgios Samaras          |         |
| CF              | 17 | Theofanis Gekas           | 64'     |
| Wisselspelers:  |    |                           |         |
| MF              | 18 | Ioannis Fetfatzidis       | 57'     |
| FW              | 9  | Kostas Mitroglou          | 64'     |
| MF              | 10 | Giorgos Karagounis        | 78'     |
| Coach:          |    |                           |         |
| Fernando Santos |    |                           |         |

Man van de wedstrijd:

 James Rodríguez

|                            |                            |         |              | |
| 19 juni 2014 13:00 (UTC−3) | Colombia                   | 2 – 1   | Ivoorkust    | Estádio Nacional de Brasília, Brasilia Toeschouwers: 68.748 Scheidsrechter: Howard Webb (Engeland) |
| 19 juni 2014 13:00 (UTC−3) | Rodríguez 64' Quintero 70' | Verslag | 73' Gervinho | Estádio Nacional de Brasília, Brasilia Toeschouwers: 68.748 Scheidsrechter: Howard Webb (Engeland) |

| Colombia | Ivoorkust |

| Colombia:      |    |                        |     |
|                |    |                        |     |
| GK             | 1  | David Ospina           |     |
| RB             | 18 | Juan Camilo Zúñiga     |     |
| CB             | 2  | Cristián Zapata        |     |
| CB             | 3  | Mario Yepes            |     |
| LB             | 7  | Pablo Armero           | 72' |
| CM             | 6  | Carlos Sánchez         |     |
| CM             | 8  | Abel Aguilar           | 79' |
| AM             | 10 | James Rodríguez        |     |
| RW             | 11 | Juan Cuadrado          |     |
| CF             | 9  | Teófilo Gutiérrez      |     |
| LW             | 14 | Víctor Ibarbo          | 53' |
| Wisselspelers: |    |                        |     |
| MF             | 20 | Juan Fernando Quintero | 53' |
| DF             | 4  | Santiago Arias         | 72' |
| MF             | 15 | Alexander Mejía        | 79' |
| Coach:         |    |                        |     |
| José Pékerman  |    |                        |     |

| Ivoorkust:     |    |                     |     |
|                |    |                     |     |
| GK             | 1  | Barry Boubacar Copa |     |
| RB             | 17 | Serge Aurier        |     |
| CB             | 5  | Didier Zokora       | 55' |
| CB             | 22 | Souleymane Bamba    |     |
| LB             | 3  | Arthur Boka         |     |
| CM             | 9  | Cheikh Tioté        | 90' |
| CM             | 20 | Geoffroy Serey Die  | 73' |
| AM             | 19 | Yaya Touré          |     |
| RW             | 15 | Max Gradel          | 70' |
| CF             | 12 | Wilfried Bony       | 60' |
| LW             | 10 | Gervinho            |     |
| Wisselspelers: |    |                     |     |
| FW             | 11 | Didier Drogba       | 60' |
| FW             | 8  | Salomon Kalou       | 67' |
| MF             | 6  | Mathis Bolly        | 73' |
| Coach:         |    |                     |     |
| Sabri Lamouchi |    |                     |     |

Man van de wedstrijd:

 James Rodríguez

|                            |               |         |                                                     |                                                                                      |
| 24 juni 2014 16:00 (UTC−4) | Japan         | 1 – 4   | Colombia                                            | Arena Pantanal, Cuiabá Toeschouwers: 40.340 Scheidsrechter: Pedro Proença (Portugal) |
| 24 juni 2014 16:00 (UTC−4) | Okazaki 45+1' | Verslag | 17' (pen.) Cuadrado 55', 82' Martínez 89' Rodríguez | Arena Pantanal, Cuiabá Toeschouwers: 40.340 Scheidsrechter: Pedro Proença (Portugal) |

| Japan | Colombia |

| Japan:             |    |                   |     |
|                    |    |                   |     |
| GK                 | 1  | Eiji Kawashima    |     |
| RB                 | 2  | Atsuto Uchida     |     |
| CB                 | 22 | Maya Yoshida      |     |
| CB                 | 15 | Yasuyuki Konno    | 16' |
| LB                 | 5  | Yuto Nagatomo     |     |
| CM                 | 14 | Toshihiro Aoyama  | 62' |
| CM                 | 17 | Makoto Hasebe     |     |
| AM                 | 4  | Keisuke Honda     |     |
| RW                 | 9  | Shinji Okazaki    | 69' |
| CF                 | 13 | Yoshito Okubo     |     |
| LW                 | 10 | Shinji Kagawa     | 85' |
| Wisselspelers:     |    |                   |     |
| MF                 | 16 | Hotaru Yamaguchi  | 62' |
| FW                 | 11 | Yoichiro Kakitani | 69' |
| MF                 | 8  | Hiroshi Kiyotake  | 85' |
| Coach:             |    |                   |     |
| Alberto Zaccheroni |    |                   |     |

| Colombia:      |    |                        |     |
|                |    |                        |     |
| GK             | 1  | David Ospina           | 85' |
| RB             | 4  | Santiago Arias         |     |
| CB             | 23 | Carlos Valdés          |     |
| CB             | 16 | Éder Álvarez           |     |
| LB             | 7  | Pablo Armero           |     |
| RW             | 11 | Juan Cuadrado          | 46' |
| CM             | 15 | Alexander Mejía        |     |
| CM             | 13 | Fredy Guarín           | 63' |
| LW             | 20 | Juan Fernando Quintero | 46' |
| AM             | 19 | Adrián Ramos           |     |
| CF             | 21 | Jackson Martínez       |     |
| Wisselspelers: |    |                        |     |
| MF             | 5  | Carlos Carbonero       | 46' |
| MF             | 10 | James Rodríguez        | 46' |
| GK             | 22 | Faryd Mondragón        | 85' |
| Coach:         |    |                        |     |
| José Pékerman  |    |                        |     |

Man van de wedstrijd:

 Jackson Martínez

#### 1/8 finale
|                            |                    |         |         |                                                                    |
| 28 juni 2014 17:00 (UTC−3) | Colombia           | 2 – 0   | Uruguay | Maracanã, Rio de Janeiro Scheidsrechter: Björn Kuipers (Nederland) |
| 28 juni 2014 17:00 (UTC−3) | Rodríguez 28', 50' | Verslag |         | Maracanã, Rio de Janeiro Scheidsrechter: Björn Kuipers (Nederland) |

| Colombia | Uruguay |

| Colombia:      |    |                    |     |
|                |    |                    |     |
| GK             | 1  | David Ospina       |     |
| RB             | 18 | Juan Camilo Zúñiga |     |
| CB             | 2  | Cristián Zapata    |     |
| CB             | 3  | Mario Yepes        |     |
| LB             | 7  | Pablo Armero       | 77' |
| CM             | 6  | Carlos Sánchez     |     |
| CM             | 8  | Abel Aguilar       |     |
| AM             | 10 | James Rodríguez    | 85' |
| RW             | 11 | Juan Cuadrado      | 81' |
| CF             | 9  | Teófilo Gutiérrez  | 68' |
| LW             | 21 | Jackson Martínez   |     |
| Wisselspelers: |    |                    |     |
| MF             | 15 | Alexander Mejía    | 68' |
| MF             | 13 | Fredy Guarín       | 81' |
| FW             | 19 | Adrián Ramos       | 85' |
| Coach:         |    |                    |     |
| José Pékerman  |    |                    |     |

| Uruguay:       |    |                    |     |
|                |    |                    |     |
| GK             | 1  | Fernando Muslera   |     |
| RWB            | 16 | Maxi Pereira       |     |
| CB             | 22 | Martín Cáceres     |     |
| CB             | 3  | Diego Godín        |     |
| CB             | 13 | José María Giménez | 55' |
| LWB            | 6  | Álvaro Pereira     | 53' |
| CM             | 17 | Egidio Arévalo     |     |
| DM             | 20 | Álvaro González    | 67' |
| CM             | 7  | Cristian Rodríguez |     |
| CF             | 10 | Diego Forlán       | 53' |
| CF             | 21 | Edinson Cavani     |     |
| Wisselspelers: |    |                    |     |
| FW             | 11 | Christian Stuani   | 53' |
| MF             | 18 | Gastón Ramírez     | 53' |
| FW             | 8  | Abel Hernández     | 67' |
| DF             | 2  | Diego Lugano       | 77' |
| Coach:         |    |                    |     |
| Óscar Tabárez  |    |                    |     |

Man van de wedstrijd:

 James Rodríguez

#### Kwartfinale
|                           |                   |         |                      |                                                                                  |
| 4 juli 2014 17:00 (UTC−3) | Brazilië          | 2 – 1   | Colombia             | Castelão, Fortaleza Toeschouwers: 60.342 Scheidsrechter: Carlos Velasco (Spanje) |
| 4 juli 2014 17:00 (UTC−3) | Silva 7' Luiz 69' | Verslag | 80' (pen.) Rodríguez | Castelão, Fortaleza Toeschouwers: 60.342 Scheidsrechter: Carlos Velasco (Spanje) |

| Brazilië | Colombia |

| Brazilië:           |    |              |     |
|                     |    |              |     |
| GK                  | 12 | Julio César  | 78' |
| RB                  | 23 | Maicon       |     |
| CB                  | 3  | Thiago Silva | 64' |
| CB                  | 4  | David Luiz   |     |
| LB                  | 6  | Marcelo      |     |
| CM                  | 5  | Fernandinho  |     |
| CM                  | 8  | Paulinho     | 86' |
| AM                  | 11 | Oscar        |     |
| RW                  | 7  | Hulk         | 83' |
| CF                  | 9  | Fred         |     |
| LW                  | 10 | Neymar       | 88' |
| Wisselspelers:      |    |              |     |
| MF                  | 16 | Ramires      | 83' |
| MF                  | 18 | Hernanes     | 86' |
| DF                  | 15 | Henrique     | 88' |
| Coach:              |    |              |     |
| Luiz Felipe Scolari |    |              |     |

| Colombia:      |    |                        |     |
|                |    |                        |     |
| GK             | 1  | David Ospina           |     |
| RB             | 18 | Juan Camilo Zúñiga     |     |
| CB             | 2  | Cristián Zapata        |     |
| CB             | 3  | Mario Yepes            | 72' |
| LB             | 7  | Pablo Armero           |     |
| CM             | 13 | Fredy Guarín           |     |
| CM             | 6  | Carlos Sánchez         |     |
| AM             | 10 | James Rodríguez        | 67' |
| RW             | 11 | Juan Cuadrado          | 80' |
| CF             | 9  | Teófilo Gutiérrez      | 70' |
| LW             | 14 | Víctor Ibarbo          | 46' |
| Wisselspelers: |    |                        |     |
| FW             | 19 | Adrián Ramos           | 46' |
| FW             | 17 | Carlos Bacca           | 70' |
| MF             | 20 | Juan Fernando Quintero | 80' |
| Coach:         |    |                        |     |
| José Pékerman  |    |                        |     |

Man van de wedstrijd:

 David Luiz

Colfútbol · A-internationals · Selecties · Statistieken · Bondscoaches · Colombiaans vrouwenelftal · Olympisch elftal · Colombia U20 · Colombia U17
1938 – 1949 ·
1950 – 1959 ·
1960 – 1969 ·
1970 – 1979 ·
1980 – 1989 ·
1990 – 1999 ·
2000 – 2009 ·
2010 – 2019 ·
2020 – 2029
WK 1962 · 
WK 1990 · 
WK 1994 · 
WK 1998 · 
WK 2014 · 
WK 2018
OS 1968 · 
OS 1972 · 
OS 1980 · 
OS 1992 · 
OS 2016
1938 · 
1939 · 1940 · 1941 · 1942 · 1943 · 1944 · 
1946 · 
1947 · 
1948 · 
1949 · 
1950 · 1951 · 1952 · 1953 · 1954 · 1955 · 1956 · 
1957 · 
1958 · 1959 · 1960 · 
1961 · 
1962 · 
1963 · 
1964 · 
1965 · 
1966 · 
1967 · 
1968 · 
1969 · 
1970 · 
1971 · 
1972 · 
1973 · 
1974 · 
1975 · 
1976 · 
1977 · 
1978 · 
1979 · 
1980 · 
1981 · 
1982 · 
1983 · 
1984 · 
1985 · 
1986 · 
1987 · 
1988 · 
1989 · 
1990 ·
1991 · 
1992 · 
1993 · 
1994 · 
1995 · 
1996 · 
1997 · 
1998 · 
1999 · 
2000 · 
2001 · 
2002 · 
2003 · 
2004 · 
2005 · 
2006 · 
2007 · 
2008 · 
2009 · 
2010 · 
2011 · 
2012 · 
2013 · 
2014 · 
2015 · 
2016 · 
2017 ·
2018 ·
2019 ·
2020 ·
2021
Algerije ·
Argentinië ·
Australië ·
Bahrein ·
België ·
Bolivia · 
Brazilië ·
Canada ·
Chili ·
China · 
Costa Rica ·
Cuba ·
DDR ·
Duitsland ·
Ecuador ·
Egypte ·
El Salvador ·
Engeland ·
Finland ·
Frankrijk ·
Griekenland ·
Guatemala · 
Haïti ·
Honduras ·
Hongarije ·
Hongkong ·
Ierland ·
Irak ·
Israël ·
Ivoorkust ·
Jamaica ·
Japan ·
Joegoslavië ·
Jordanië ·
Kameroen ·
Koeweit · 
Liberia · 
Marokko ·
Mexico ·
Montenegro ·
Nederland ·
Nederlandse Antillen ·
Nicaragua ·
Nieuw-Zeeland · 
Nigeria ·
Noord-Ierland ·
Noorwegen ·
Panama ·
Paraguay ·
Peru ·
Polen ·
Puerto Rico ·
Qatar ·
Roemenië ·
Saoedi-Arabië ·
Schotland ·
Senegal ·
Servië ·
Slovenië ·
Slowakije ·
Sovjet-Unie ·
Spanje ·
Trinidad en Tobago ·
Tsjecho-Slowakije ·
Tunesië · 
Turkije · 
Uruguay ·
Venezuela ·
Verenigde Arabische Emiraten · 
Verenigde Staten ·
Zuid-Afrika ·
Zuid-Korea ·
Zweden ·
Zwitserland
Brazilië (2014) ·
Engeland (2018) ·
Griekenland (2014) ·
Ivoorkust (2014) ·
Japan (2014) ·
Japan (2018) ·
Polen (2018) ·
Senegal (2018) ·
Uruguay (2014)